# 昭和回顧録
昭和回顧録（しょうわかいころく）は、1978年4月5日から1981年3月11日までNHK教育テレビで放送されたテレビ番組である。

## 概要
戦前の昭和の国民生活の諸相を記録したフィルムを中心として、フィルムの関係者、時代の証言者などが語り合う、庶民の体験的昭和史を放送した。

## 放送時間
- 1978年4月 - 1980年3月：水曜日 19:30 - 20:00／日曜日 17:00 - 17:30
- 1980年4月 - 1981年3月：水曜日 19:30 - 20:00／日曜日 16:30 - 17:00

## 司会
- 飯窪長彦

## 放送リスト

### 1978年度
- 隅田川はしけ溜り
- 秘伝・宇治の銘茶づくり
- 佐渡おけさ流行る
- 経済使節団は行く 昭和12年欧米での90日
- 事変直後の旧満州をゆく
- 戦時下の科学者たち 昭和17年・理研の記録
- 黒い太陽 昭和11年・オホーツク沿岸
- 六根清浄 昭和初期・富士登山
- 浜子はマラソンランナー 瀬戸内塩田の記録
- 湖面に映えるヨット群 琵琶湖ヨット倶楽部
- 丹後大地震
- 海の宝玉・真珠 昭和12年・志摩半島
- 地底で働く人々 昭和12年・筑豊
- 食糧増産と東北農民 福島県安積疏水
- 復活早慶戦のころ 大正14年
- 旧制中学の青春 昭和10年前後・東京府立第九中学校
- トーキー前夜 昭和初期・京都
- 戦時下の町内会 東京・京橋二丁目
- 大大阪の観光
- 伏見の酒 昭和6年
- 冬山の青春 昭和初期・白山登山
- 冬の白川郷
- 秩父の機織り 昭和12年

### 1979年度
- きょうは愛林日 昭和12年・熊本
- 東京〜北京 汽車の旅
- 第1回日本ダービー 昭和7年・東京目黒競馬場
- アユ列車 東京へ行く 昭和15年
- ミナト神戸 昭和11年
- 秘境黒部峡谷の探検 昭和2年
- 飛騨高山 昭和元年
- 木曽筏流し 昭和3年
- 南海に魚を追って 昭和15年・焼津
- 飛行船ツェッペリンが来た日 昭和4年・霞ヶ浦
- 登呂遺跡発掘 昭和22年
- 公営地下鉄開通す 昭和8年・大阪御堂筋線
- 昭和初期の文壇事情
- 炭焼きに生きる 昭和3年・北海道十勝
- 関門トンネル建設の記録 昭和16年

### 1980年度
- 一高南洋旅行隊 昭和5年
- 塩の道 山村のくらし 昭和初期・長野
- 中国医療奉仕の1年 昭和13年・上海
- ヘレン・ケラー来日 昭和12年
- 北ボルネオ紀行 昭和18年・キナバル山
- 大峰講 昭和12年・大阪
- ある保育所の記録 昭和15年・東京
- 戦時下の少国民 昭和19年・横浜
- 夏の甲子園三連覇 昭和8年・中京商業
- 働く女子挺身隊 昭和20年
- 帝都のビル建設 昭和初期
- 南洋の日本人農園 昭和9年・北ボルネオ
- ニッポン号世界一周 昭和14年
- たたら製鉄 昭和17年・島根
- 昭和初期の市電争議 東京市
- 日本テニス草創期 昭和初期
- 蒸気機関車C51 昭和10年・小樽
- 越中富山の薬売り 昭和初期
- 双葉山の全盛時代
- 従軍看護婦の記録 昭和12〜20年
- 木馬と筏流し 奈良県十津川村
- 新油田発見 昭和初期・秋田，新潟
- 南海大地震災害の記録 昭和21年・高知
- 浪花の初荷 昭和9年 大阪
- 産金報国 昭和15年・北海道鴻之舞金山
- 愛知の北米移民 昭和13年ごろ・北カリフォルニア
- ああ 軍馬 昭和10年代
- たいしばり網漁 昭和10年・備讃瀬戸
- 雪とたたかう 昭和13年・山形
- 白銀の王者をめざして 昭和16〜17年・乗鞍
- 郊外電鉄の沿線開発 昭和初期・阪急電車
- 函館大火の記録 昭和9年